# Vanya Dermendzhieva
Vanya Dermendzhieva (en bulgare Ваня Дерменджиева), née le 3 décembre 1958 à Haskovo est une joueuse bulgare de basket-ball, médaillée d'argent aux Jeux olympiques d'été de 1980. 

## Biographie
Elle participe aux Jeux olympiques d'été de 1980 et de 1988.
Elle est également médaillée d'argent à l'Euro 1983 et de bronze à l'Euro 1989.

## Palmarès
- Médaillée d'argent olympique 1980[2]
- Médaillée d'argent au championnat d'Europe 1983
- Médaillée de bronze championnat d'Europe 1989